# Schlammtaucher
Die Schlammtaucher (Pelodytes) sind kleine Froschlurche und bilden die einzige Gattung der Familie der im Deutschen ebenfalls Schlammtaucher genannten Pelodytidae. Diese besteht aus lediglich fünf bekannten Arten mit Vorkommen einerseits in Südwest- und Westeuropa, andererseits in der östlichen Schwarzmeer- und der Kaukasus-Region.
Zusammen mit den Amerikanischen Schaufelfüßen bilden die Schlammtaucher die Überfamilie Pelodytoidea, die wiederum die Schwestergruppe der Krötenfrösche (Pelobatoidea) aus Europäischen und Asiatischen Krötenfröschen darstellt. Die nächsten europäischen Verwandten sind also Schaufelfußkröten wie die Knoblauchkröte.

## Merkmale
Die Kopf-Rumpf-Länge der Schlammtaucher ist mit etwa vier bis fünf Zentimetern ungefähr vergleichbar mit der des Europäischen Laubfrosches oder der Unken. Zudem weisen sie relativ lange Hinterbeine, einen flachen Kopf und senkrecht geschlitzte Pupillen auf (oder solche mit runder Form und senkrechter "Mittelachse"). Auf ihrer glatthäutigen bis granuliert-warzigen Oberseite befindet sich meist ein Muster aus olivgrünlichen Flecken oder Punkten. Die Männchen verfügen über paarige innere Schallblasen und klammern die Weibchen beim Amplexus in der Lendengegend.

## Lebensweise
Schlammtaucher haben eine eher terrestrische Lebensweise. Zur Paarungszeit suchen sie jedoch Gewässer auf, in die sie Laichportionen in Form sehr kurzer Schnüre bzw. als schleimige Säcke an Wasserpflanzen ablegen. Die Kaulquappen sind im Verhältnis zur Körpergröße erwachsener Tiere auffallend groß.

## Arten und ihre Verbreitung
Die Gattung Pelodytes und zugleich die gesamte Familie Pelodytidae besteht aus nur fünf bekannten Arten, von denen der Iberische Schlammtaucher erst im Jahr 2000 vom Westlichen Schlammtaucher als eigene Art abgetrennt wurde und die kryptischen Arten Pelodytes atlanticus von der portugiesischen Atlantikküste und Pelodytes hespericus aus dem zentralen und östlichen Spanien erst im Frühjahr 2017 beschrieben wurden:
- Pelodytes atlanticus Diaz-Rodriguez et al., 2017[1]
- Kaukasischer Schlammtaucher, Pelodytes caucasicus Boulenger, 1896
- Pelodytes hespericus Diaz-Rodriguez et al., 2017[1]
- Iberischer Schlammtaucher, Pelodytes ibericus Sánchez-Herraíz, Barbadillo-Escrivá, Machordom & Sanchíz, 2000
- Westlicher Schlammtaucher, Pelodytes punctatus (Daudin, 1802)

Eine Art ist in Westeuropa weit verbreitet, drei Arten kommen nur auf der Iberischen Halbinsel vor. Die fünfte Art (P. caucasicus) ist dagegen mit ihren Vorkommen in Kaukasien und der Ostseite des Schwarzen Meeres von den anderen auffallend weit geographisch getrennt. Die Artbildung wurde hier durch räumliche Isolation infolge der Eiszeiten gefördert.
Der Vollständigkeit halber sei erwähnt, dass auch für zwei heutige Vertreter der Gattung Litoria (Australische Laubfrösche) sowie für die Gattung Pseudotriton von den Lungenlosen Salamandern von einzelnen Autoren im 19. Jahrhundert die Bezeichnung Pelodytes verwendet wurde.